# Вардарско настъпление
Вардарското настъпление (на английски: Vardar offensive) от 14 и 29 септември 1918 година и е последната главна военна операция от Солунския фронт по време на Първата световна война. След много приготовления мултинационалните съюзнически армии успяват да излязат от безизходното положение, което трае на този фронт от няколко години и да ускорят капитулацията на Царство България, по този начин обръщайки стратегическия и операционен баланс на войната срещу Централните сили.